# خیابان‌های پشتی
خیابان‌های پُشتی (به ترکی استانبولی : Arka Sokaklar) یک مجموعه تلویزیونی ساخت ترکیه در ژانر پلیسی، اکشن، درام، کمدی و جنایی به کارگردانی اورهان اوعوز است که پخش آن از ۳۱ ژوئیه ۲۰۰۶ از کانال د با تهیه کنندگی شرکت ارلر فیلم آغاز شد. خیابان های پشتی که به مدت ۱۶ سال (۱۶ فصل) بدون وقفه پخش می شود، از نظر سال پخش، تعداد فصل و تعداد قسمت، طولانی ترین سریال هفتگی تاریخ تلویزیون ترکیه است.

## موضوع
در این سریال زندگی خانوادگی افسران پلیس که در یک تیم ویژه در شعبه امنیت عمومی اداره پلیس استانبول کار می کنند و ماجراهای آنها در خیابان های استانبول روایت می شود. این تیم به طور مداوم در طول مأموریت خود با داستان های مختلف و متنوع انسانی مواجه می شود. این رئیس پلیس استانبول، بابا رضا است که با تجربه و پدر بودن سال‌های حرفه‌ای خود، به این داستان‌ها نزدیک می‌شود، داستان‌هایی که هر از گاهی باعث می شوند ما لبخند بزنیم و گاهی قلب را آزار می‌دهند و سایر اعضای جوان تیم را راهنمایی می‌کنند.

## فیلم‌برداری/عکس‌برداری
فضای داخلی ترجیح داده شده برای فیلمبرداری سریال های تلویزیونی عموماً اداره پلیس استانبول در خیابان وطن، واقع در منطقه فاتح استانبول است. مناطق ترجیحی برای عکسبرداری در فضای باز مناطقی مانند بی اوغلو و شیشلی در سمت اروپایی هستند. مناطق کادیکوی و بیکوز در سمت آناتولی قرار دارند.

## بازیگران و شخصیت ها

### شخصیت های اصلی
- رضا سویلو (ظفر ارگین), او رئیس پلیس درجه ۴ است. او بنیانگذار تیم ویژه آسایش است.
- مسعود گونری (شوکت چوروح), او اولین کمیسر عملیات ویژه است که به این تیم پیوست.
- اوسنو چوبان (اوزگور اوزان), او یکی از اولین کسانی است که به این تیم پیوست. او سر کمیسر است.
- انگین بالکان (ایلکر اینان‌اوغلو),او رئیس پلیس درجه ۳ است.
- سلین دمیرجی (اویا اوکار), او یک کمیسر موفق است که قبلا در بخش مواد مخدر کار می کرد.
- هاکان چینار (اوزان چوبان‌اوغلو), او یک کمیسر موفق است که قبلا در شعبه TEM کار می کرد.
- جمال شاهین (اییت‌جان ارگین), دستیار کمیسر است.
- ازگی وورال (الا یوروکلو), دستیار کمیسر است.
- آردا آتیک (تونچ اوعوز), دستیار کمیسر است.
- امره گوربوز (اوعوز پچه), دستیار کمیسر است.
- آسلی آتالای (دنیز چاتالباش), دستیار کمیسر است.

### شخصیت های کمکی
- نازیکه چکمان (نازلی توسون اوغلو), خالهٔ سوآت است.
- تونچ گونری (کریم هان دومان), پسر مسعود است.
- متین چوبان (فورکان گوکسل), بزرگ ترین پسر اوسنو است.
- شعله چوبان (هجم اوز), کوچک ترین دختر اوسنو است.
- آیلا سویلو (هولیا کالبائیر), همسر بابا رضا است.
- پینار سویلو (الوان دیشلی), دختر بابا رضا است.
- باشاک بالکان (پریهان اونلوجان), وکیلی که با تیم تلاقی می کند. او همسر انگین است.
- سینم ییلماز (گیزم ترزی), افسر پلیس مسئول امور فنی تیم.
- اسرا چوبان (گایه گورسل), همسر اوسنو است.

## پخش در کشور های دیگر
| کشور       | کانال پخش | پخش اولیه     | عنوان             |
| ---------- | --------- | ------------- | ----------------- |
| قبرس شمالی | کانال د   | ۳۱ جولای ۲۰۰۶ | خیابان های پشتی   |
| بلغارستان  | bTV       | ۲۴ مارس ۲۰۱۱  | Опасни улици      |
| عراق       | nrt2      | ۲ آگوست ۲۰۱۵  | كۆڵانه‌كانى پشته‌وه‌ |

## جوایز
- در جوایز تلویزیونی آنتالیا در سال ۲۰۱۱ که توسط شهرداری متروپولیتن آنتالیا و بنیاد فرهنگ و هنر آنتالیا (AKSAV) برگزار شد، این سریال شایسته دریافت جایزه بهترین سریال پلیسی شناخته شد.[۳]
- جوایز هدف طلایی مجله انجمن روزنامه نگاران (MGD) ۲۰۱۶ - جایزه ویژه دستاورد[۴]
- بنیاد زندگی بدون مانع، دهمین جایزه بهترین سال - بهترین درام-جنایی ۲۰۱۹[۵]
- جوایز بهترین سال - طولانی ترین سریال تلویزیونی سال[۶]